# Área metropolitana de Dubuque
El Área Estadística Metropolitana de Dubuque, IN MSA, como la denomina la Oficina del Censo de los Estados Unidos, es un Área Estadística Metropolitana centrada en la ciudad de homónima, que solo abarca el condado de Dubuque en el estado de Iowa, Estados Unidos. Su población según el censo de 2010 es de 93.653 habitantes, convirtiéndola en la 353.º área metropolitana más poblada de los Estados Unidos.

## Comunidades del área metropolitana
- Asbury
- Balltown
- Bankston
- Bernard
- Cascade
- Centralia
- Dubuque (ciudad principal)
- Durango
- Dyersville
- Epworth
- Farley
- Graf
- Holy Cross
- Luxemburg
- New Vienna
- Peosta
- Rickardsville
- Sageville
- Sherrill
- Worthington
- Zwingle